# Steereochila
Steereochila là một chi rêu trong họ Plagiochilaceae.